# Carolmo (Chile)
Carolmo es una entidad rural de la Comuna y Provincia de Quillota, situada en la Región de Valparaíso, es orillada por el Estero Rautén y el Río Aconcagua, y a su vez conectada por la Ruta F-360, es parte del sector de Manzanar, se encuentra a 2,9 km de El Manzanar y a 7,3 km de Quillota. Según su población es un caserío.

## Geografía
La geografía de Carolmo se compone por un clima templado, donde abundan las lluvias formando un sector agrícola, además de estar ubicada en la ribera del Río Aconcagua.